# 후지모토 간야
후지모토 간야(일본어: 藤本 寛也, 1999년 7월 1일 ~ )는 일본의 축구 선수이다.

## 구단 경력
2018년 J2리그의 도쿄 베르디에 입단하였다. 2020년 질 비센트 FC로 이적했다.

## 국가대표팀 경력
그는 2019년 FIFA U-20 월드컵에 참가할 일본 U-20 국가대표팀에 발탁되었으며, 2경기에 출전했다.